# Grota da Laje
A Grota da Laje é um curso de água português localizado na aldeia de Santo Amaro, concelho das Lajes do Pico, ilha do Pico, arquipélago dos Açores.
A Grota da Laje tem origem a uma cota de altitude de cerca de 900 metros de altitude nas imediações da Cova do Caldeirão. A sua bacia hidrográfica procede à drenagem de uma areia que engloba além de parte da Cova do Caldeirão parte do Cabeço do Padre Glória.
O seu curso de água que desagua no Oceano Atlântico, fá-lo na costa próximo à localidade de Santo Amaro entre o local da Terra Alta e do Caisinho.